# Berthe Rakotosamimanana
Berthe Rakotosamimanana, auch Madame Berthe (geboren als Berthe Rasoamialinivo am 18. Januar 1938 in Andasibe, Distrikt Moramanga, Madagaskar; gestorben am 29. November 2005 in Antananarivo), war eine madagassische Paläontologin, Primatologin und Hochschullehrerin.

## Werdegang
Berthe Rakotosamimanana erwarb 1967 mit einer Dissertation über die Papillarleisten dreier ethnischer Gruppen Madagaskars an der naturwissenschaftlichen Fakultät der Universität von Paris das Doctorat de 3ème cycle in biologischer Anthropologie. Anschließend kehrte sie nach Madagaskar zurück und wurde an der naturwissenschaftlichen Fakultät der Université d’Antananarivo mit Lehrveranstaltungen in Geologie beauftragt. Ab 1974 war sie Mitarbeiterin des neu gegründeten Lehrstuhls für Paläontologie. 1977 erlangte sie mit einer Dissertation über die anthropologischer Diversität im Hochland von Madagaskar das Doctorat d’Etat der Universität Paris VII. Danach war sie an der Université d’Antananarivo für Lehrveranstaltungen in Geologie und Paläontologie verantwortlich und bis 1983 Direktorin im Ministerium für Bildung und Forschung. Von 1986 bis 1992 war sie Beraterin des Ministeriums für Hochschulbildung. 1993 wurde der Lehrstuhl für Paläontologie auch auf ihre Initiative zum Lehrstuhl für Paläontologie und biologische Anthropologie. Sie übernahm dort 1995 die Leitung des Laboratoire d’Anthropologie und hatte sie bis zu ihrem Eintritt in den Ruhestand im Jahr 1998 inne. Sie arbeitete bis 2003 weiter an der Fakultät und betreute bis zu ihrem Tod Doktoranden.
Die Forschungen Rakotosamimananas konzentrierten sich auf die fossile und subfossile Säugetierfauna Madagaskars. Als Mitautorin war sie an den Erstbeschreibungen von †Ambondro mahabo, einem frühen Säuger aus dem madagassischen mittleren Jura (dem Bathonium), und †Babakotia, einer vor weniger als 1000 Jahren ausgestorbenen Gattung der Lemuren, beteiligt.
Rakotosamimanana war Mitglied einer Reihe internationaler Fachverbände und Organisationen, die im Bereich der biologischen Anthropologie, der Primatenforschung und dem Schutz der Biodiversität tätig sind. 1994 war Rakotosamimanana Mitbegründerin und erste Präsidentin der Groupe d’étude et de recherche sur les primates de Madagascar (GERP), einer in Antananarivo ansässigen gemeinnützigen Organisation zur Erforschung madagassischer Primaten. Das Amt der Präsidentin der GERP hatte sie bis zu ihrem Tod inne.
Noch zu Rakotosamimananas Lebzeiten wurde eine neu beschriebene Art der Mausmakis nach ihr benannt, Berthes Mausmaki. Damit würdigten die Autoren der Erstbeschreibung ihre langjährige mit dem Deutschen Primatenzentrum durchgeführte Koordinierung der Forschungen im Nationalpark Kirindy-Mitea, dem Lebensraum von Berthes Mausmaki.

## Dedikationsnamen
- Coua berthae Goodman & Ravoavy, 1993[4]

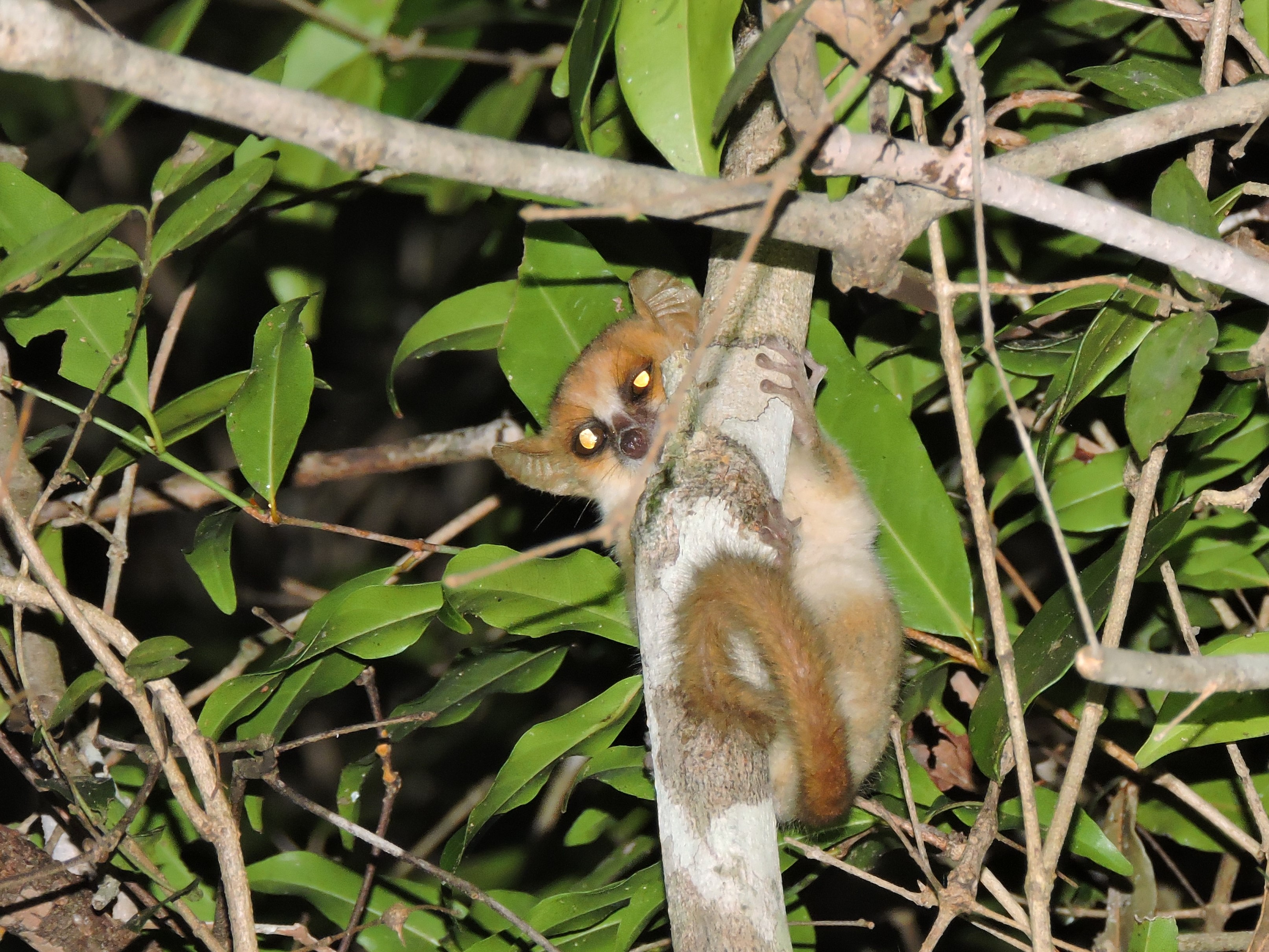
Madame Berthes Mausmaki

- Microcebus berthae Rasoloarison, Goodman & Ganzhorn, 2000, der Berthe-Mausmaki, auch Madame Berthes Mausmaki[3]

## Erstbeschreibungen
- †Ambondro Flynn, Parrish, Rakotosamimanana, Simpson & Wyss, 1999[5]
  - †Ambondro mahabo Flynn, Parrish, Rakotosamimanana, Simpson & Wyss, 1999
- †Babakotia Godfrey, Simons, Chatrath & Rakotosamimanana, 1990[6]
  - †Babakotia radofilai Godfrey, Simons, Chatrath & Rakotosamimanana, 1990

## Veröffentlichungen (Auswahl)
- Berthe Rakotosamimanana: Etude des dermatoglyphes digito-palmaires de trois groupes ethniques malgaches (Antandroy, Bara, Merina). Dissertation, Université de Paris, Faculté des Sciences de Paris 1967.
- Berthe Rakotosamimanana: Diversité anthropobiologique des isolats des Hautes-Terres (Imerina, Madagascar). Confrontations du biologique et du social. Études comparatives. Thèse de Doctorat, Sciences naturelles, Paris 1976.
- Sergio Crovella, Daniel Montagnon, Berthe Rakotosamimanana und Yves Rumpler: Molecular biology and systematics of an extinct Lemur: Pachylemur insignis. In: Primates 1994, Band 35, Nr. 4, S. 519–522, doi:10.1007/bf02381961.
- Berthe Rakotosamimanana et al. (Hrsg.): New Directions in Lemur Studies. Kluwer Academic/Plenum Publishers, New York 1999, ISBN 978-1-4613-7131-1.
- John J. Flynn, J. Michael Parrish, Berthe Rakotosamimanana, William F. Simpson, Robin L. Whatley und André R. Wyss: A Triassic Fauna from Madagascar, Including Early Dinosaurs. In: Science 1999, Band 286, Nr. 5440, S. 763–765, doi:10.1126/science.286.5440.763.
- Solofonirina Rasoloharijaona, Berthe Rakotosamimanana, Blanchard Randrianambinina und Elke Zimmermann: Pair-specific usage of sleeping sites and their implications for social organization in a nocturnal Malagasy primate, the Milne Edwards’ sportive lemur (Lepilemur edwardsi). In: American Journal of Physical Anthropology 2003, Band 122, Nr. 3, S. 251–258, doi:10.1002/ajpa.10281.
- K. Praveen Karanth, Thomas Delefosse, Berthe Rakotosamimanana, Thomas J. Parsons und Anne D. Yoder: Ancient DNA from giant extinct lemurs confirms single origin of Malagasy primates. In: Proceedings of the National Academy of Sciences 2005, Band 102, Nr. 14, S. 5090–5095, doi:10.1073/pnas.0408354102